# Fay-les-Etangs
Fay-les-Etangs – miejscowość i gmina we Francji, w regionie Hauts-de-France, w departamencie Oise.
Według danych na rok 1990 gminę zamieszkiwały 284 osoby, a gęstość zaludnienia wynosiła 34 osoby/km² (wśród 2293 gmin Pikardii Fay-les-Etangs plasuje się na 715. miejscu pod względem liczby ludności, natomiast pod względem powierzchni na miejscu 578.).